# Federação do Folclore Português
A Federação do Folclore Português é uma federação criada em 1977 que agrupa associações culturais ligadas ao folclore.
Em 2009, a Federação de Folclore Português, agregava cerca de 600 grupos mas mobilizava ainda mais 700 aderentes, ultrapassando assim o número de 1300 grupos folclóricos de todo o país.
Tem a sua sede em Arcozelo, no concelho de Vila Nova de Gaia, local onde era natural o seu primeiro presidente e fundador, o Comendador Augusto Gomes dos Santos.
Entre os seus presidentes encontramos nomes como Augusto Gomes dos Santos ou Fernando Ferreira da Silva.
Desde 1986 que tenta concluir uma nova sede, denominada de Centro Cultural do Folclore Português.
A Federação do Folclore Português faz parte do IGF - International Union of European and Extra-European Associations.